# Zadig
Zadig, ou La Destinée (Zadig, ou O Destino) (1747) é uma famosa novela filosófica escrita pelo filósofo iluminista Voltaire. Conta a história de Zadig, um filósofo da antiga Babilônia. O autor não pretende qualquer rigor histórico, e alguns dos problemas enfrentados por Zadig são referências levemente disfarçadas a problemas sociais e políticos do próprio tempo de Voltaire. 
Surgiu originalmente como Memnon em Amsterdam (com um colofão falso de Londres), sendo publicado pela primeira vez sob seu título mais familiar em 1748.
O livro, inspirado no conto persa Os três príncipes de Serendip, é de natureza filosófica, e apresenta a vida humana como se estivesse nas mãos de um destino fora do controle humano. Voltaire desafia a ortodoxia religiosa e metafísica com sua apresentação da revolução moral em curso no próprio Zadig. A hábil utilização da contradição e justaposição foi elogiada por vários críticos literários. Depois de Cândido, ou O Otimismo, é considerada uma das suas mais célebres obras. 

## Resumo
Voltaire conta as desventuras de um jovem, vítima de injustiças, chamado Zadig, que passa pela experiência do mundo em um Oriente de fantasia. Alternadamente favorável e cruel, sempre mutável, o destino do herói passa por altos e baixos: Zadig escapa várias vezes da prisão e multa porque foi acusado injustamente. Afinal Zadig é nomeado primeiro-ministro do rei da Babilônia, revelando-se um homem bom e justo, muito apreciado pelo monarca. Infelizmente, precisa fugir do reino da Babilônia por causa do amor comprometedor pela rainha Astarté, descoberto pela corte.
No Egito, Zadig mata um egípcio que agredia uma mulher e por isso é vendido como escravo. Seu novo senhor, impressionado com a sabedoria de Zadig, torna-se seu amigo e acaba o libertando. Tendo revertido um antigo costume pelo qual as viúvas se deixavam queimar vivas junto ao corpo do marido, desperta a ira dos clérigos locais e escapa por pouco da condenação a ser queimado vivo. Decide retornar à Babilônia para descobrir o destino de Astarté. No caminho, é atacado pelo bando de Arbogad, mas este, impressionado com sua valentia, o acolhe e permite que prossiga viagem. Conhece um pescador infeliz que vai se suicidar, e o consola. Ainda no percurso, Zadig reencontra Astarté, que havia sido trazida como prisioneira depois que a Babilônia foi invadida. Zadig se finge de médico e cura a doença do senhor de Astarté, que a liberta. De volta à Babilônia, ela é declarada rainha, e Zadig disputa sua mão com outros cavaleiros. Vence o torneio, mas é ludibriado por Itobad, que rouba sua armadura e se faz passar por ele. Vagando nas margens do Eufrates, Zadig encontra um ermitão que pratica ações tresloucadas, como incendiar o castelo de um senhor que os acolhera e lançar um menino num rio, fazendo com que morra afogado, mas trata-se de um anjo disfarçado, e suas ações aparentemente absurdas têm uma lógica oculta. No final, Zadig decifra os enigmas dos sábios e é coroado Rei. "O império gozou de paz, glória e abundância; foi o mais belo século da terra."

## Personagens
- Zadig - o protagonista principal, um filósofo babilônico
- Sémire - o primero amor de Zadig, traindo-o ao se casar com Orcan
- Orcan - rival de Zadig
- Azora - o segundo amor de Zadig
- Cador - confidente e amigo fiel do personagem principal
- Moabdar - Rei da Babilônia
- Astarté - Rainha da Babilônia, e último amor de Zadig
- Setoc -   Comerciante que passa a ser senhor de Zadig, quando este se torna escravo. Acaba se tornando um bom amigo depois de libertar Zadig, devido a um favor prestado.
- Almona – uma viúva
- Arbogad – um rico salteador
- Jesrad – anjo que se disfarça como ermitão

## Concepção

### Influências
O Oriente estava em moda desde a segunda metade do século XVII: Racine havia escrito Bajazet, Molière escreveu Burguês Gentil-Homem à moda turca, La Fontaine, em suas últimas fábulas, inspirou-se em apologias orientais. Baseado nesse contexto histórico, Voltaire talvez tenha produzido Zadig. 

### Reunião
A Duquesa du Maine reunia poetas, escritores e mundanos em seus aposentos, onde promovia um jogo semelhante a uma loteria: dadas as vinte e quatro letras do alfabeto, cada participante teria que ver qual seria sua sorte. Dessa forma, por exemplo, se a pessoa tirasse o C escreveria uma comédia; os que tirassem um O escreveriam uma ópera e assim por diante. Voltaire, que frequentava essas reuniões, tivera que escrever romances. Os primeiros contos escritos por Voltaire para divertimento dessa sociedade perderam-se, exceto dois, acrescidos de Zadig.

## Importância literária e crítica
Zadig é citado como o primeiro conto filosófico, gênero que Voltaire iniciou através de suas influências.
T. H. Huxley, defensor da teoria da evolução de Darwin, achou instrutiva a abordagem de Zadig e escreveu em 1880 um artigo intitulado "On the Method of Zadig" ("Sobre o Método de Zadig").
Muito provavelmente Edgar Allan Poe inspirou-se em Zadig para criar o personagem C. Auguste Dupin em Os Assassinatos da Rua Morgue, conto que estabeleceu o moderno gênero do conto policial. Émile Gaboriau e Arthur Conan Doyle talvez também foram influenciados por Zadig.
O livro A Catalogue of Crime (Um Catálogo do Crime) cita o personagem principal como "o primeiro detetive sistemático da literatura moderna", "precedência esta que agrava seus problemas na história até ser inocentado pelo rei ."

### Volume citado
- Arouet, François Marie (Voltaire). Contos: (Coleção Os Imortais da Literatura Mundial, nº40). (Trad. Mário Quintana; Editora: Abril, 1972, 1ª Edição) - A partir da página 11 se encontra o conto de Zadig, ou o Destino.